# Municipio San Genaro de Boconoíto
San Genaro de Boconoíto es uno de los 14 municipios que forman parte del Estado Portuguesa, Venezuela. Tiene una superficie de 1 031 km² y una población de 31 369 habitantes (censo 2019). Su capital es la localidad de Boconoíto. Está conformado por las parroquias Antolín Tovar Aquino y Boconoíto. La agricultura es la principal actividad económica del municipio destacándose la producción de yuca, maíz, tomate,25 rubros más vitales para el desarrollo del país, así mismo la explotación maderera es otro de los sectores productivos más importantes.

## Historia
San Genaro de Boconoito, también conocido simplemente como Boconoito o San Genaro, fue fundado en el año 1760 en el rico valle de Boconoito, una región fértil ubicada en tierras consagradas a la Virgen de Coromoto. La fundación fue impulsada por el fraile capuchino Jerónimo de Gibraltar, en acuerdo con los alcaldes de Guanare, Francisco de Velasco y Pedro Pérez Volcán.
La comunidad recibió atención espiritual desde sus inicios. En 1763, fue asistida por el presbítero Hermenegildo de Cádiz, y en 1770 asumió la labor pastoral el fraile Andrés de Grazalema, quien continuó fortaleciendo la vida religiosa y social del pueblo.
Gracias a la gran fertilidad de sus tierras, el asentamiento atrajo a una población diversa: indígenas, blancos españoles y criollos, así como negros y zambos, que encontraron en Boconoito un lugar propicio para el trabajo agrícola y la convivencia. Para el año 1778, la población había crecido notablemente, alcanzando los 2067 habitantes, distribuidos en 307 casas.

## Geografía
El Municipio San Genaro de Boconoíto se encuentra ubicado al oeste de Portuguesa. Presenta un clima de Bosque seco tropical a una altitud de 200 m s. n. m. con una temperaturas promedio entre los 26 y 27°C y una precipitación media anual entre 1450 a 1965 mm. El Caño Colorado, Agua de Ángel y el Río Boconó son los principales cursos de agua del municipio. 
Su paisaje, está conformado por una topografía quebrada con una pendiente promedio de entre 16º a 35º; y ondulada de 15º a 35º. Entre sus Cerranias destacan, Las Cchamas, Filas de las Panelas, Filas de Cerro Azul, Filas de Agua Amarilla, Cerros de la Peña y Cerro Negro. Geológicamente sus suelos al norte, están constituidos por Areniscas Macizas con estratificación cruzada, del Mioceno y Pleistoceno, y conglomerados de grano grueso en lechos macizos. 
Al sur se presentan aluviones recientes, rocas elásticas no consolidadas con porosidad y permeabilidad buena del Periodo Cuaternario. Su fauna es variada como el Rabipelado (Zarigüeya, Didelphis marsupialis), Conejos de la Sabana, Chigüires (Capibaras) Báquiros o Jabalíes, Acures, Patos Silbadores, Guacharacas, Gallito o Gallina de monte, Tortugas Galápagos, Babas (Caiman crocodilus) y otros

### Parroquias
1. Parroquia Antolín Tovar Anquino
2. Parroquia Boconoíto

## Política y gobierno

### Alcaldes
| Período     | Alcalde               | Partido político / Alianza | % de votos | Notas |
| ----------- | --------------------- | -------------------------- | ---------- | --- |
| 1989 - 1992 | Italo Aron Díaz Ávila | AD                         | 39,70      | Primer alcalde bajo elecciones directas |
| 1992 - 1995 | Italo Aron Díaz Ávila | AD                         | 42,18      | Reelecto |
| 1995 - 2000 | Armando Rivas         | MAS                        | -          | Segundo alcalde bajo elecciones directas (se realizaron elecciones generales adelantadas en el 2000 debido a la aprobación de la Constitución de 1999) |
| 2000 - 2004 | Armando Rivas         | MAS                        | 63,65      | Reelecto |
| 2004 - 2008 | Armando Rivas         | PODEMOS                    | 50,82      | Reelecto |
| 2008 - 2013 | Evelio Montilla       | PSUV                       | 61,86      | Tercer alcalde bajo elecciones directas (se postergan 1 año las elecciones municipales pautadas para finales del 2012)                                 |
| 2013 - 2017 | Armando Rivas         | PCV                        | 53,98      | Cuarto alcalde bajo elecciones directas |
| 2017 - 2021 | Evelio Montilla       | PSUV                       | 83,41      | Quinto alcalde bajo elecciones directas |
| 2021 - 2025 | Evelio Montilla       | PSUV                       | 47,89      | Reelecto |

### Concejo Municipal
Período 1989 - 1992
| Concejales:          | Partido político / Alianza |
| -------------------- | -------------------------- |
| Enrique Urquiola     | AD                         |
| Francisco Colmenárez | AD                         |
| Margarito Montilla   | AD                         |
| Juan Mujica          | COPEI                      |
| Encarnación García   | COPEI                      |
| Armando Rivas        | MAS                        |
| Arelis Mena          | MAS                        |

Período 1992 - 1995
| Concejales:          | Partido político / Alianza |
| -------------------- | -------------------------- |
| Francisco Colmenárez | AD                         |
| Margarito Montilla   | AD                         |
| Anahan Pacheco       | AD                         |
| Ángel Mena           | AD                         |
| Macario Olivar       | COPEI                      |
| Angélica Perdomo     | COPEI                      |
| Worlfgang Olaechea   | MAS                        |

Período 1995 - 2000
| Concejales:        | Partido político / Alianza |
| ------------------ | -------------------------- |
| Anahan Pacheco     | AD                         |
| Margarito Montilla | AD                         |
| Rafael Rosales     | AD                         |
| Alexis Mendoza     | AD                         |
| Arelis Mena        | MAS                        |
| José Torres        | MAS                        |
| Eva Cárdenas       | MAS                        |

Periodo 2000 - 2005
| Concejales:         | Partido político / Alianza |
| ------------------- | -------------------------- |
| Wilmer Riera        | MAS                        |
| Audon Rivero        | MAS                        |
| Baudelio Bracamonte | MAS                        |
| David Borjas        | MAS                        |
| Oswaldo Castillo    | FIOPP                      |
| Habraham Aguilar    | FIOPP                      |
| Margarito Montilla  | AD                         |

Periodo 2005 - 2013
| Concejales:         | Partido político / Alianza |
| ------------------- | -------------------------- |
| Franding Castañeda  | FIOPP                      |
| Froylan Torres      | FIOPP                      |
| Habraham Aguilar    | FIOPP                      |
| Maritza Morales     | FIOPP                      |
| Wilmer Riera        | PODEMOS                    |
| Audon Rivero        | PODEMOS                    |
| Baudelio Bracamonte | MAS                        |

Período 2013 - 2018:
| Concejales:       | Partido político / Alianza |
| ----------------- | -------------------------- |
| Jorge González    | PCV                        |
| Oswaldo Mena      | PCV                        |
| Richard García    | PCV                        |
| Abrahan Hernández | PCV                        |
| Pedro Bueno       | PCV                        |
| Alexis Mendoza    | PCV                        |
| Mireya Salas      | PSUV                       |

Período 2018 - 2021:
| Concejales:     | Partido político / Alianza |
| --------------- | -------------------------- |
| Hector León     | PSUV                       |
| Nelly Rodriguez | PSUV                       |
| Elio Godoy      | PSUV                       |
| Leidy Garcia    | PSUV                       |
| Yelitza Zamuria | PSUV                       |
| Alexis Mendoza  | TUPAMARO                   |
| Oswaldo Mena    | PCV                        |

Periodo 2021 - 2025
| Concejales:      | Partido político / Alianza |
| ---------------- | -------------------------- |
| Nelly Rodriguez  | PSUV                       |
| Rafael Lamas     | PSUV                       |
| Nancy altuve     | PSUV                       |
| Johanna Melendez | PSUV                       |
| Alexi Oropeza    | PSUV                       |
| Rosario Herrera  | PSUV                       |
| Oswaldo Mena     | PCV                        |